# Alture di Klin e Dmitrov
Le alture di Klin e Dmitrov (in russo Клинско-Дмитровская гряда?, Klinsko-Dmitrovskaja grjada) sono una piccola catena di rilievi collinari della Russia europea che fa parte delle alture di Mosca.

## Descrizione
Si estendono nella parte settentrionale della oblast' di Mosca e in quella sudoccidentale della oblast' di Jaroslavl', allungandosi per circa 200 chilometri con direzione est-ovest con un'ampiezza trasversale variabile fra i 25 e i 55 chilometri. A nord confinano con la pianura dell'Alto Volga, a est con il Vladimir Opol'e, un altopiano ondulato situato nelle regioni di Vladimir e Ivanovo. Il confine occidentale è la sorgente del fiume Istra. Le alture raggiungono elevazioni modeste, dal momento che culminano a 285 metri poco a nord della città di Zagorsk. I pendii meridionali sono più pianeggianti rispetto a quelli settentrionali.
Geologicamente la dorsale è costituita da un substrato roccioso ricoperto da depositi sabbiosi-argillosi dei periodi Giurassico (a ovest di Klin) e Cretacico. Le rocce sono principalmente ricoperte da depositi quaternari.
Il rilievo è lo spartiacque dei bacini dell'alto Volga e dell'Oka: i fiumi del versante settentrionale appartengono al bacino dell'alto Volga, i versanti meridionali appartengono agli affluenti dell'Oka (la Moscova e la Kljaz'ma). Due fiumi del bacino dell'Alto Volga (Jachroma e Lutosnja) hanno origine sul versante meridionale e tagliano lo spartiacque. Tra i fiumi che hanno la loro sorgente sulle alture vi sono: la Dubna (affluente del Volga), la Kljaz'ma, la Jachroma e la Volguša. Vi sono laghi di origine glaciale-morenica. La parte occidentale delle alture è inoltre attraversata dal canale di Mosca, che collega il corso della Moscova con il Volga.

## Flora e fauna
Le alture sono ricoperte di foreste miste di conifere-latifoglie, la superficie forestale arriva fino al 50%, una parte significativa di esse è protetta. Ci sono torbiere.
Nelle foreste vivono orsi, alci, cinghiali, caprioli, tassi, ermellini, lepri, volpi e castori.